# Ziemann Holvrieka
Die Ziemann Holvrieka GmbH mit Stammsitz in Ludwigsburg (Baden-Württemberg) ist ein global tätiger Hersteller und Anbieter von Brauereianlagen und -tanks sowie Anlagen für die Getränke-, Lebensmittel- und Chemieindustrie. Die Kernkompetenzen des Unternehmens liegen in der Planung und dem Bau von kompletten Brauereianlagen sowie von Edelstahltanks.

## Geschichte

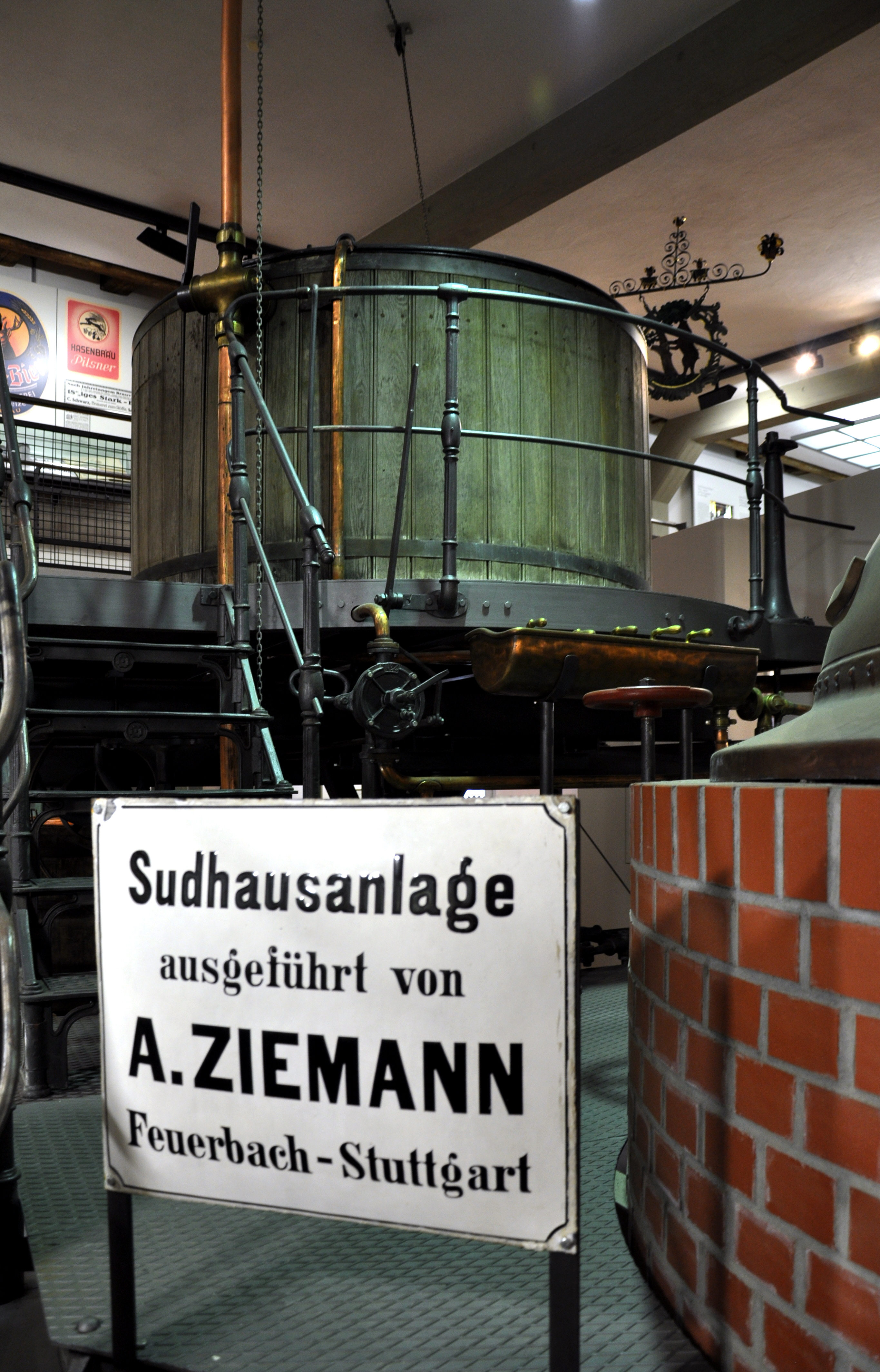
Historische Ziemann-Sudhausanlage im Stadtmuseum Bad Saulgau

1852 wurde das Unternehmen als Kupferschmiedewerkstatt durch August Andreas Ziemann (1822–1888)  in Stuttgart gegründet. Die ersten Produkte waren gebogene Kupferrohre, Apparate und Leitungen. Im Jahr 1882 lieferte Ziemann die erste kupferne Dampfbraupfanne der Welt aus. 1903 rüstete Ziemann die Brauerei Tsingtao im nordchinesischen Qingdao mit Sudkesseln aus. Aufgrund der großen Nachfrage zog das Unternehmen in den 1930er Jahren nach Ludwigsburg um. Im frühen 20. Jahrhundert wurden die Gärbottiche und Lagertanks aus Aluminium gefertigt. Ab den 1960er Jahren löste Edelstahl die bisherigen Materialien als Werkstoff für Gärbottiche und Lagertanks ab.
1988 erwarb Ziemann die Helmut Bauer GmbH im unterfränkischen Bürgstadt, wo heute die Brauereitanks und -anlagen gefertigt werden. 2005 nahm das Unternehmen seine Pilotbrauerei in Ludwigsburg in Betrieb, die Ziemann zur Entwicklung von neuen Technologien, Verfahren und Rezepten nutzt. 2009 erhielt Ziemann den Auftrag zum Bau der bislang weltgrößten Brauereianlage in Piedras Negras (Mexiko). Anfang 2010 wurde in der neuen Anlage erstmals Corona Bier in Flaschen abgefüllt. Ab 2013 erhielt Ziemann mehrere Nachfolgeaufträge, die Brauerei auf eine Produktionskapazität von 27,5 Millionen Hektoliter auszubauen.
Im August 2012 übernahm die China International Marine Container (CIMC) Gruppe einen großen Teil der damaligen A. Ziemann GmbH nach deren Insolvenz im Juni 2012. Die Ziemann Holvrieka GmbH ist innerhalb dieser Unternehmensgruppe eine 100-prozentige Tochtergesellschaft der niederländischen CIMC Enric Tank and Process B.V. (CETP), zu der auch mehrere Schwesterunternehmen gehören. Unter dem Dach der CETP versammeln sich mehrere Unternehmen aus den Niederlanden, Belgien und Dänemark. Seit Oktober 2015 tragen die Unternehmen den gemeinsamen Firmennamen Ziemann Holvrieka.

## Unternehmensstruktur
Der Hauptsitz mit Forschungs- und Entwicklungszentrum von Ziemann Holvrieka ist in Ludwigsburg. Ein weiterer Standort befindet sich in Bürgstadt (Unterfranken). Dort werden die Tanks und Anlagen endmontiert und direkt auf dem Main verschifft. Unter dem Dach der CETP mit Sitz im niederländischen Emmen hat die Ziemann Holvrieka GmbH Schwestergesellschaften in:
- Belgien
- China
- Dänemark
- Kolumbien
- Niederlande
- Russland
- Thailand
- USA
- Vietnam[11]

## Produkte

### Brauereianlagen
Ziemann Holvrieka liefert weltweit Lösungen für Brauereianlagen sowohl an große internationale Konzerne wie Carlsberg, Constellation Brands oder Anheuser-Busch InBev, als auch an mittelständische Brauereien – darunter die Craft Brewery BrewDog.
Das langfristige Ziel des Unternehmens ist, einen von fossilen Energieträgern autarken Brauprozess zu schaffen, um somit Energiekosten zu senken und gleichzeitig die Umwelt zu schonen.

### Prozesstechnologie, Prozess- und Lagertanks
Neben Lösungen für Brauereien entwickelt und liefert Ziemann Holvrieka Prozess-, Lager- und Schiffstanks aus Edelstahl für die Industriesegmente Getränke und Lebensmittel, Molkerei, Speiseöl und die chemische Industrie.